# Great Contemporaries

Great Contemporaries (Les/Mes Grands Contemporains) est une collection d'essais biographiques courts sur des personnages célèbres écrite par Winston Churchill.
La genèse de l’ouvrage est connue : toujours en quête de revenus, et toujours désireux de recycler au maximum ses écrits pour engranger de nouveaux droits d’auteur, Churchill propose à l’un de ses principaux éditeurs d’alors – aujourd’hui disparu – un recueil qui reprendrait les vignettes et nécrologies qu’il avait fait paraître au cours des années précédentes dans la presse magazine. Le contrat est signé – avec l’à-valoir qui va de pair. Mais Churchill jongle alors avec d’autres projets éditoriaux et d’autres éditeurs, et finalement le recueil ne paraîtra que le 4 octobre 1937 en Grande-Bretagne et le 5 novembre aux États-Unis. Le succès est immédiat dans les deux pays, pour le plus grand profit des finances de Churchill, comme toujours mal en point.
Cette première édition de 1937 comporte les 21 « contemporains » suivants (entre parenthèses les intitulés des éditions françaises examinées plus bas lorsqu’ils diffèrent ; en italiques la date de première parution dans la presse) :
- The Earl of Rosebery (Le comte de Rosebery) 1929
- The Ex-Kaiser (L’ex-Kaiser) 1930
- George Bernard Shaw 1929
- Joseph Chamberlain 1930
- Sir John French 1930
- John Morley 1929
- Hindenburg 1934
- Boris Savinkov 1929
- Herbert Henry Asquith 1928
- Lawrence of Arabia (Lawrence d’Arabie) 1935
- ‘F.E.’, First Earl of Birkenhead (‘F.E.’, premier comte de Birkenhead) 1933
- Marshal Foch (Maréchal Foch) 1929
- Leon Trotsky, alias Bronstein (Léon Trotski, alias Bronstein) 1929
- Alfonso XIII (Alphonse XIII) 1931
- Douglas Haig 1928
- Arthur James Balfour 1931
- Hitler and his Choice (Hitler et son choix) 1935
- George Nathaniel Curzon 1929
- Philip Snowden 1931
- Clemenceau 1930
- King George V (Le roi George V) 1936

Une deuxième édition « revue et corrigée » paraîtra en 1938 avec quatre notices supplémentaires :
- Lord Fisher and his Biographer (Lord Fisher et son biographe) 1938
- ‘B.-P.’ (Baden-Powell) 1938
- Charles Stewart Parnell 1938
- Roosevelt from Afar (Roosevelt vu à distance) 1938

Pour ne pas déplaire au nouvel allié soviétique, les rééditions de 1941 et 1942 se feront sans « Boris Savinkov » et « Leon Trotsky ». Celle de 1942 par Macmillan omettra « Roosevelt », Churchill jugeant plus prudent de ne rien faire qui puisse vexer l’indispensable président.
Après la guerre, Churchill se concentrera sur d’autres publications encore plus lucratives, notamment ses Mémoires sur la Deuxième Guerre mondiale, dont le premier volume paraît en 1948. Les rééditions d’après-guerre comprendront, elles, les 25 notices de 1938 – jusqu’à ce qu’une équipe d’éminents churchilliens propose une nouvelle version en 2012, avec un magnifique appareil critique (notes de bas de page abondantes, variantes, histoire éditoriale détaillée de chaque notice) et cinq nouveaux « contemporains » :
- H. G. Wells 1931
- Charlie Chaplin 1935
- Kitchener of Khartoum (Kitchener de Khartoum) 1936
- King Edward VIII (Le roi Édouard VIII) 1937
- Rudyard Kipling 1937

On notera la variété des personnalités représentées qui, avec la verve du style churchillien présente à chaque page, explique le succès auprès du public encore aujourd’hui. Bien sûr, on y trouve en majorité les chefs militaires et les dirigeants politiques britanniques de premier plan qu’il a connus avant la deuxième Guerre mondiale – à l’exception notable de Lloyd George – et les rois Georges V et Édouard VIII. Mais aussi des hommes de lettres et de spectacle souvent devenus ses amis. Churchill avait côtoyé les deux Français pendant la Grande Guerre et après, ainsi que le roi d’Espagne. En revanche, hormis le Kaiser avant 1914, il n’a jamais rencontré ni les Allemands ni les Russes qu’il inclut dans sa liste, et il n’avait eu qu’une très brève rencontre avec Roosevelt lors de la Grande guerre au moment de la parution du recueil.
Les contraintes diplomatiques qui l’on conduit à mettre les deux Russes entre parenthèses en 1941-1942 s’étaient également fait sentir pour son portrait d’Hitler, privé de six paragraphes jugés trop offensants par le Foreign Office entre sa parution dans le Strand Magazine en novembre 1935 et sa reprise dans le recueil en 1937. L’édition allemande parue à Amsterdam en 1938 sera malgré tout interdite à la vente en Allemagne.
Une édition entièrement refondue, avec les 25 « contemporains » tous réintégrés, sera proposée avec de nombreuses photographies en 1947, et la première réédition en format de poche paraîtra en 1959 dans la collection Fontana. Jusqu’à la parution de la nouvelle édition de 2012, ce sera le texte repris dans toutes les versions commercialisées.
Outre l’édition en allemand déjà citée (Grosse Zeitgenossen. Amsterdam : Allert de Lange, 1938), une édition en néerlandais avait paru aux Pays-Bas l’année précédente (Groote Tijdgenooten. Haarlem : Universum-Editie N.V., 1937), à côté des éditions en norvégien (Store Samtidige. Oslo : Cappelens, 1938) et en suédois (Stora Samtida. Stockholm : Skoglund, 1937). Au cours de la guerre, des éditions en espagnol (Grandes Contemporaneos. Barcelone, 1943)  et en portugais (Grandes Homens Contemporâneos. Rio de Janeiro, 1941) sont venues compléter les traductions dans les principales langues européennes, à l’exception de l’italien.
En France, ce sont les prestigieuses éditions Gallimard qui ont acheté les droits, faisant paraître la traduction de Gabriel Debû, Les grands contemporains, en 1939, dans leur collection « Les contemporains vus de près » (2e série, N° 11. Broché, 288 p.) Cette édition reprenait les 21 chapitres de 1937, plus trois de 1938 (Parnell étant omis pour des raisons inexpliquées) – en tout, donc, 24 « contemporains ».
Aucune nouvelle version n’a été proposée, bien que l’ouvrage soit depuis longtemps épuisé, avant celle des éditions Tallandier, qui ont décidé de laisser de côté les « contemporains » de Churchill qui parlaient le moins au public français au XXIe siècle. On trouve donc dans cette nouvelle traduction remaniée et annotée par Antoine Capet en 2017 sous le titre Mes grands contemporains les 18 notices suivantes, extraites des éditions en anglais de 1937, 1938 et 2012 :
Herbert Henry Asquith
Douglas Haig
Le maréchal Foch
George Bernard Shaw
Léon Trotsky, alias Bronstein
Sir John French
L’ex-Kaiser
Clemenceau
H.G. Wells
Roosevelt, vu à distance
Hindenburg
Lawrence d’Arabie
Charlie Chaplin
Hitler et son choix
Lord Kitchener
Le roi George V
Édouard VIII
Rudyard Kipling
Références bibliographiques
1re édition : Great Contemporaries. London : Thornton Butterworth, 1937 (cartonné pleine toile, 334 p. illustr.)
2e édition : Great Contemporaries. London : Thornton Butterworth, (Revised & Extended) 1938 (cartonné pleine toile, 388 p. illustr.)
3e édition : Great Contemporaries. London : Macmillan, 1942 (cartonné pleine toile, 294 p. Aucune illustration. Édition tronquée des notices de Savinkov, de Trotsky et de Roosevelt).
4e édition : Great Contemporaries. London : Odhams, 1947 (cartonné pleine toile, 320 p. 8 illustrations + 16 pages de photographies. Comprend de nouveau les 25 notices de 1938).
1re édition brochée : Great Contemporaries. London : Collins Fontana, 1959 (identique à la précédente à part les couvertures – nombreux retirages jusqu’en 1972).
Dernière réédition en date. Great Contemporaries : Churchill reflects on FDR, Hitler, Kipling, Chaplin, Balfour, and other Giants of his Age. Edited by James W. Muller with Paul H. Courtenay & Erica L. Chenoweth. Wilmington (Delaware) : ISI Books, 2012 (broché, xxxvi+504 p. illustr.)
1re édition française : Les grands contemporains. Traduit de l'anglais par G. Debû. Paris : Gallimard, 1939. Collection « Les contemporains vus de près », 2e série, N° 11. (broché, 288 p.)
2e édition française : Mes grands contemporains. Traduction remaniée et annotée par Antoine Capet. Paris : Tallandier, 2017  (broché, 286 p.)
Sources
Capet, Antoine. Churchill : Le dictionnaire. Préface de Randolph Churchill. Avant-propos par François Kersaudy. Paris : Perrin, 2018 (iv+861 p.  (ISBN 978-2262065355)), p. 506-507.
Langworth, Richard M. A Connoisseur's Guide to the Books of Sir Winston Churchill. London : Brassey's, 1998 (320 p.  (ISBN 978-1857532463)), rubrique ‘Great Contemporaries’.
+Collection personnelle